# 科尔戈卢万
科尔戈卢万（法語：Corgoloin，法語發音：[kɔʁɡɔlwɛ̃]）是法国科多尔省的一个市镇，位于该省东南部，属于博讷区。

## 地理
科尔戈卢万（47°5'2"N, 4°54'52"E）面积12.58 平方千米，位于法国勃艮第-弗朗什-孔泰大區科多尔省，该省份为法国中东部省份，北起奥布省，西接涅夫勒省和约讷省，南至索恩-卢瓦尔省，东南接汝拉省，东临上索恩省，东北部与上马恩省接壤。
与科尔戈卢万接壤的市镇（或旧市镇、城区）包括：普雷莫-普里塞、维利莱穆蒂耶、拉杜瓦-塞里尼、维莱拉费、阿尔日伊、孔布朗希安、马尼莱维莱尔。

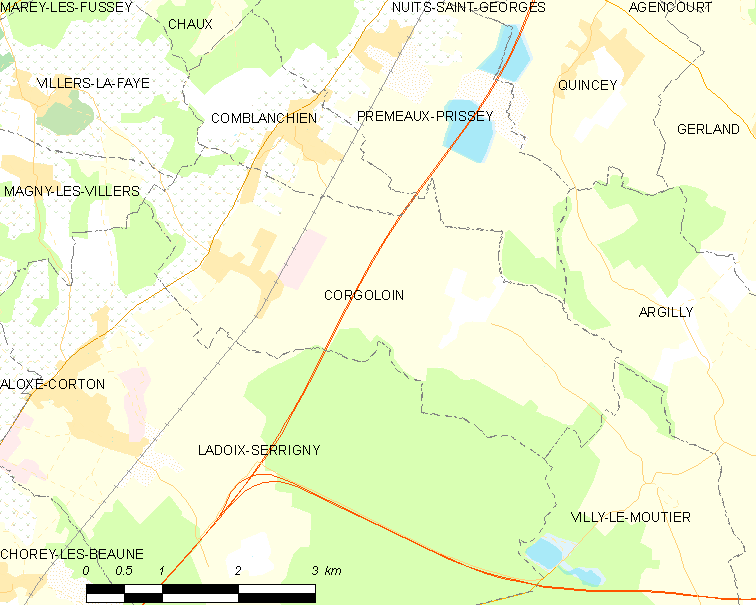
科尔戈卢万的OSM定位图

科尔戈卢万的时区为UTC+01:00、UTC+02:00（夏令时）。

## 行政
科尔戈卢万的邮政编码为21700，INSEE市镇编码为21194。

## 政治
科尔戈卢万所属的省级选区为尼伊圣乔治县。

## 人口

1962-2008年间科尔戈卢万人口变化图示

科尔戈卢万于2022年1月1日时的人口数量为968人。